# Моді
Моді — бог войовничої люті в германо-скандинавській міфології, син Тора. Допомагає в битві, наводить на супротивника страх. Підіймає бойовий дух та лють воїнів. Був особливо популярним серед норвезьких берсерків. Моді має вижити в Рагнарок й разом з іншим сином Тора — Маґні — створити новий світ.